# شهرستان خبات
شهرستان خبات (به عربی: قضاء خبات) یک شهرستان و منطقهٔ مسکونی در عراق است که در استان اربیل واقع شده‌است.